# Kerhart
Kerhart (oder Gerhart; † 22. Mai 1001) war von 990 bis 1001 Abt des Benediktinerklosters St. Gallen.

## Leben
Vor seiner Wahl zum Abt, so wird berichtet, soll Kerhart Begleiter seines Mitbruders und einstigen Abts von Niederaltaich Kunibert gewesen sein, als dieser auf einer Reise starb. Kerhart begann seine Regierung nach dem  27. Januar 990. Möglicherweise hat er einen mit Neumen versehenen Hymnus Gregor des Grossen unterzeichnet. Er könnte sein Schreiber oder Komponist gewesen sein. 

## Wirken
In der St. Galler Geschichtsschreibung kommt Kerhart nicht gut weg: Das Verschleudern von Klostergütern und das Ruinieren der Klosterzucht durch ihn soll zu einer Spaltung des Konvents geführt haben. Die eine Partei, bestehend aus älteren, regeltreuen Konventualen, verklagte ihn in der Folge bei Kaiser Otto. Ein Graf Muozo musste ihm zu Hilfe eilen und den Prozess verhindern. Kerhart soll danach schlimmer als zuvor gewaltet haben.